# キーストーン・パイプライン
キーストーン・パイプライン・システム（Keystone Pipeline System）は、カナダと米国の石油パイプラインシステム。

## 解説
フェーズ１(パイプ直径30インチ、3456km)…アルバータ州のハーディスティ→レジャイナ、ジェファーソン郡スティールシティ→マディソン郡ウッドリバー製油所、マリオン郡パトカ石油ターミナルハブ
フェーズ２(パイプ直径36インチ、468km)…ジェファーソン郡スティールシティ→ペイン郡クッシング市
フェーズ３a(パイプ直径36インチ、784km)…ペイン郡クッシング市→リバティー郡→ポートアーサー
フェーズ3b(パイプ直径36インチ、76km)…リバティー郡→ヒューストン
が原油を移送。
フェーズ４「キーストーンXL(XL=「輸出制限」、パイプ直径36インチ、1897km)」…ハーディスティ→モンタナ州ベイカー→スティールシティ
が約8％まで建設され、2021年6月9日に建設中止。   水圧破砕法の革新により国内の石油生産が増加、EIAも海外からの石油の年間需要減少を発表。貨物車用のガソリン燃料へのシフト、燃費を促進する新技術、石油価格の低下を余儀なくされた輸出規制なども原因とする説がある。 カナダの先住民族は聖地への被害や水質汚染などを理由に建設を反対していた   。